# Ayumi hamasaki COUNTDOWN LIVE 2001-2002 A
『ayumi hamasaki COUNTDOWN LIVE 2001-2002 A』（アユミ・ハマサキ・カウントダウン・ライブ・2001-2002・エー）は、2001年12月30日、31日に国立代々木競技場第一体育館で開催された浜崎あゆみのカウントダウン・ライブである。なお、タイトルの最後にある「A」はロゴ表記。

## 概要
2003年1月29日に「ayumi hamasaki COMPLETE LIVE BOX A」として「ayumi hamasaki ARENA TOUR 2002 A」、「ayumi hamasaki STADIUM TOUR 2002 A」とのセットでリリースされた(単品としてはアリーナツアーとスタジアムツアーのみ)。
また、暴言騒動の舞台となったライブであり、歌われた曲のうち5曲がカットされている（浜崎あゆみ#デマ被害を参照）。そのためか、浜崎のライブDVDとしては非常に収録曲数の少ないものとなっており、単品ではリリースされていない。

## 曲目
(※)はDVD未収録。
1. ℳ(※)
2. opening Run
3. Connected
4. UNITE!
5. A Song for ××(※)
6. SURREAL
7. NEVER EVER〜SHOW TIME
8. Fly high
9. Boys & Girls
10. evolution
11. A Song is born
12. Daybreak(※)
13. AUDIENCE
14. Dearest

- encore -
1. Trauma(※)
2. flower garden(※)
3. Endless sorrow 〜gone with the wind ver.〜